# Ivo Gonçalves
Ivo Filipe Claudino da Palma Gonçalves (sinh ngày 6 tháng 5 năm 1984 ở Silves, Algarve) là một cầu thủ bóng đá người Bồ Đào Nha thi đấu cho F.C. Penafiel ở vị trí thủ môn.